# Cryptus arundinis
Cryptus arundinis là một loài tò vò trong họ Ichneumonidae.